# Canal de Isabel II
Canal de Isabel II (CYII) est la société publique de gestion de l'eau à Madrid, qui en gère toutes les étapes: captation, traitement, distribution, assainissement épuration et récupération des eaux usées.

A l'heure actuelle c'est une entreprise entièrement publique, qui dépend de la Communauté de Madrid depuis 1984.
 (octobre 2017).
Si vous disposez d'ouvrages ou d'articles de référence ou si vous connaissez des sites web de qualité traitant du thème abordé ici, merci de compléter l'article en donnant les références utiles à sa vérifiabilité et en les liant à la section « Notes et références ».

## Histoire
À partir de Philippe II, le monarque qui a installé la Cour à Madrid, l'histoire de la ville a été liée à une recherche constante de réserves d'eau potable. Jusqu'alors, le système traditionnel de ravitaillement consistait en l'excavation de puits pour accéder à l'eau disponible dans le sous-sol et, un peu plus tard, dans l'utilisation des sources proches de Madrid. C'est pour cela qu'a été créé en 1608 le Comité des Sources comme organisme municipal dirigé par un surintendent, membre du Conseil Royal , avec l'objectif de récupérer les "voyages d'eau" de l'époque des Austrias, pour conduire cette ressource des aquifères aux puits de la ville. Toutefois, la pollution et l'épuisement de ces réserves a obligé à les situer de plus en plus loin, ce qui impliquait devoir amener l'eau jusqu'à la ville. Ainsi, l'eau réalisait un voyage jusqu'à sa destination, raison pour laquelle ces conduites souterraines ont reçu le nom de “voyages d'eau”. Elles distribuaient l'eau aux fontaines publiques, et les mythiques porteurs d'eau de Madrid la distribuaient aux domiciles. Ces voyages sont restés en usage jusqu'à la moitié du xixe siècle, mais la méthode, avec le passage du temps, est devenue insuffisante, ce qui a créé un grave problème pour les citoyens. Jusqu'au milieu du xviiie siècle, l'approvisionnement en eau des domiciles particuliers était à la charge des habitants eux-mêmes ou de leurs serveurs. Seuls quelques palais et couvents avaient des sources ou des puits dans leurs propres enceintes. Avec la croissance de la population, s'est développé le métier de vendeur d'eau, personnes qui se consacraient à servir l'eau à domicile, en touchant le prix demandé.
Au milieu du XIXe siècle, la capitale disposait de 77 fontaines publiques, équipées de 128 tuyaux pour remplir les cuves des 950 vendeurs d'eau. Ces derniers distribuaient quotidiennement 663,50 « reales fontaneros » — une mesure de l'époque — équivalant à 2 150 m³. Cependant, les ressources en eau souterraine étaient presque épuisées, obligeant à chercher des alternatives aux voyages d'eau pour maintenir l'approvisionnement de la population. En effet, le volume fourni par ces voyages se limitait à environ 6,5 litres par jour et par habitant, une quantité très faible comparée à d'autres villes de l'époque.
Bien que divers projets aient été envisagés pour approvisionner la capitale en eau depuis le milieu du XVIIIe siècle, ce n'est qu'en 1848 qu'un projet provisoire d'approvisionnement de Madrid fut définitivement approuvé. Le ministre Juan Bravo Murillo décida personnellement de traiter cette question en urgence. Par un Décret Royal du 10 mars 1848, il nomma les ingénieurs Juan Rafo et Juan de Ribera Piferrer pour étudier les projets précédemment proposés par Barra et Cortijo, et pour choisir celui qui leur semblait le plus adapté. Au lieu de se décider pour l'un de ces projets, Rafo et Ribera présentèrent une proposition alternative visant à amener les eaux de la rivière Lozoya jusqu'à la capitale. Ce projet, conçu pour approvisionner le double de la population existante, était en avance sur son temps. Une partie des installations originales fonctionne encore aujourd'hui.
Le 18 juin 1851, sous le règne d'Isabelle II, un Décret Royal fut édicté, ratifié par Juan Bravo Murillo, alors président du Conseil des Ministres. Ce décret stipulait que le gouvernement réaliserait les travaux via un canal dérivé de la rivière Lozoya, qui porterait le nom de Canal d'Isabelle II en l'honneur de la souveraine, véritable promotrice du projet.

### La première arrivée des eaux, rue San Bernardo
La première pierre des travaux dans la prise de captage, dénommée «Pontón de l'Oliva», fut posée le 11 août 1851 par François d'Assise de Bourbon, le roi consort. Sept ans plus tard, et après l'importante impulsion donnée au projet par le passage de Manuel Alonso Martínez au Ministère du Développement, le 24 juin 1858, eut lieu l'inauguration officielle, dans la rue large de San Bernardo, de l'arrivée des eaux à Madrid.
En avril 1905 se produisit l'effondrement du troisième dépôt du Canal d'Isabel II, qui fit une trentaine de morts.
Les nombreuses infrastructures hydrauliques créés par le Canal d'Isabelle II dans la province de Madrid lui ont permis, en 1977, de devenir une importante entreprise publique. En 1984, elle a été placée sous la tutelle de la Communauté de Madrid et on lui a confié, outre les services traditionnels de ravitaillement, l'épuration des eaux résiduelles et l'amélioration et la conservation des rivières.
En 1995 la société est devenue, outre gestionnaire d'eau à Madrid, adjudicataire du Service d'Eaux de la Ville de Cáceres. En juillet 2010 a pris fin la Concession administrative du Service d'Eaux de Cáceres, le service revenant à nouveau à la Mairie.

### Constitution en société anonyme
Par une loi approuvée le 29 décembre 2008, le gouvernement de la Communauté de Madrid a prévu la privatisation du Canal d'Isabelle II. Il se constituerait en société anonyme dans laquelle les citoyens et investisseurs privés détiendraient 49 % des actions, et la Communauté de Madrid avec ses communes les 51 % restantes. Les biens du domaine public appartenant au Canal d'Isabel II, qui incluent le Réseau Général de la Communauté de Madrid, seraient assignés à cette société.
Le 4 mars 2012 a eu lieu une consultation publique non contraignante convoquée uniquement par diverses organisations de gauche à travers laquelle les madrilènes étaient appelés à s'exprimer en faveur ou à l'encontre de ce que la participation dans le Canal continuât à être complètement publique. Avec une participation de 167 000 personnes, 99 % d'entre elles se sont prononcées contre sa privatisation.
Le 1er juillet 2012 a été créée la société anonyme Canal de Isabel II Gestion, dont en l'organisme public Canal d'Isabel II reste régulateur. L'actionnariat se répartit entre 111 mairies de la Communauté de Madrid, avec 7,6 % des actions, la mairie de Madrid avec 10 %, et l'organisme public avec 82,4 %. La société est à son tour la matrice du Groupe Canal, qui fournit des services à 9,73 millions d'habitants (6,63 en Espagne et 3,10 en Amérique latine) et fournit des emplois à plus de 6200 personnes, tout en génèrant plus de 9400 emplois indirects.
En novembre 2016, la société anonyme change sa marque commerciale pour reprendre le nom qui l'avait identifiée depuis ses débuts: Canal d'Isabel II.
En novembre 2018, l'entreprise présente son Plan Stratégique 2018-2030, qui, divisé en 10 lignes, indique la feuille de route de la compagnie pour les prochaines années.

### Affaires de corruption
Fin 1901 il y eut un cas de détournement de fonds dans l'entreprise, qui aboutit à la fuite du caissier à qui la presse a attribué la responsabilité, l'ancien maire madrilène Pedro Bernardo Orcasitas, et au suicide ultérieur de celui-ci en France. On aurait retrouvé cinq mille pesetas dans les possessions du cadavre,,.
La plus grande entreprise publique madrilène se trouve mêlée à des recherches sur des cas de corruption à la suite de son expansion en Amérique Latine en 2001, en tant que partie du complot connu comme le «cas Lezo». Le 19 avril 2017 le Canal d'Isabel II a été le centre d'une opération policière coordonnée par la Chambre d'Instruction Centrale 6 du Tribunal National qui s'est soldée par plus d'une dizaine d'arrestations, parmi lesquelles celle de l'ex-president de la Communauté de Madrid Ignacio González et le chef d'entreprise Javier López Madrid,. Les recherches étaient en cours depuis 2016 et comprenaient des enregistrements de González avec l'ex-ministre du Travail Eduardo Zaplana. En 2019, le ministère public Anticorruption a présenté un écrit d'accusation devant le juge du cas Lezo dans lequel il a déclaré que l'expansion de l'entreprise publique du Canal d'Isabel II en 2001 avec l'opération d'achat-vente en Colombie de la société Inassa a été entachée d'irrégularités dans toutes les phases de l'appel d'offres. Le juge, à la demande du ministère public, a levé la mise en examen des ex-présidents de la Communauté de Madrid, Alberto Ruiz Gallardón et Ignacio González, mais a demandé sept ans de prison pour cinq cadres supérieurs de l'entreprise et six ans de prison pour 17 chefs d'entreprise, pour malversation de fonds publics, ainsi qu'une indemnisation solidaire et conjointe de 19 millions d'euros au Canal.

## Captage

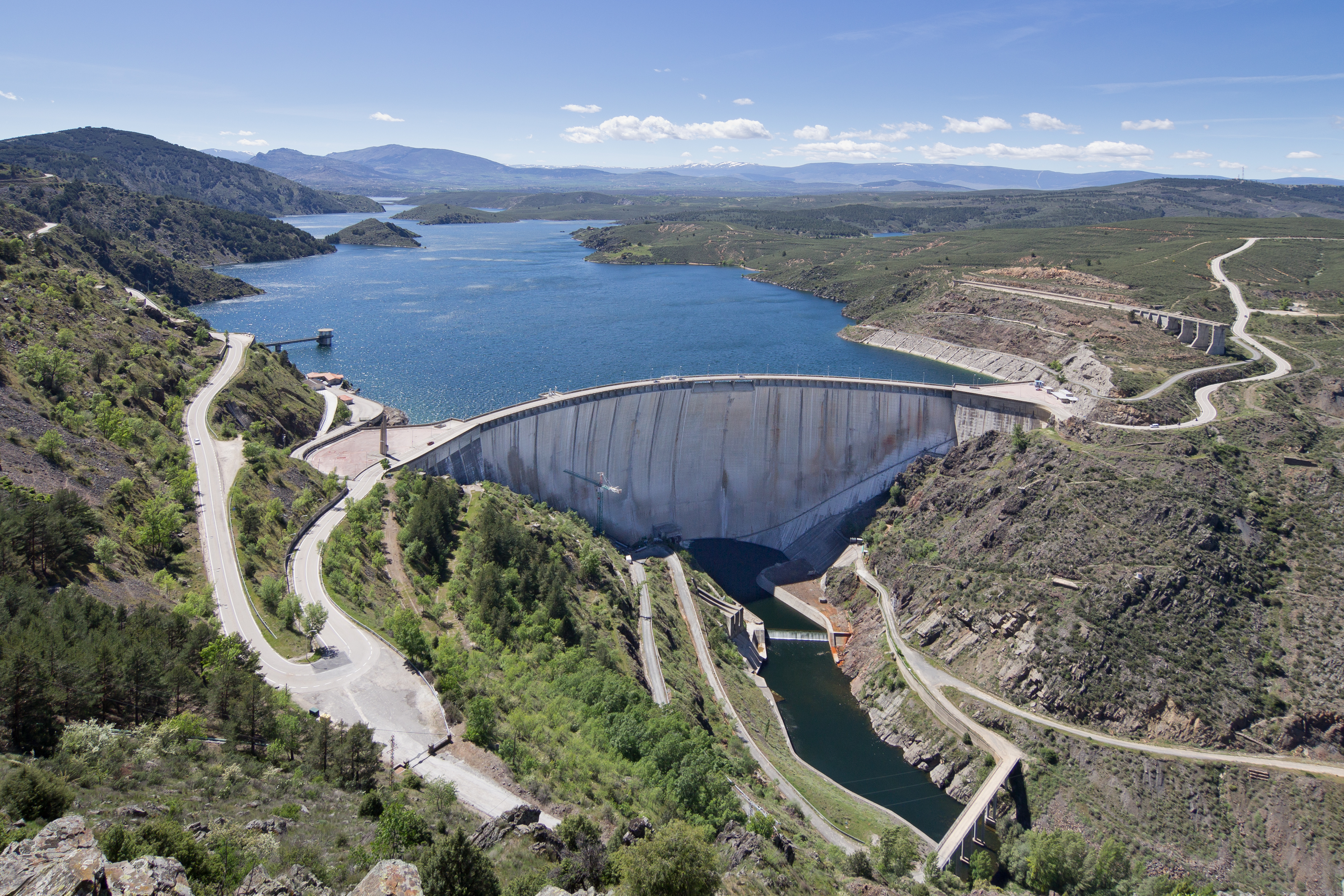
L'Atazar est le plus grand barrage du Canal de Isabel II.

Le Canal d'Isabel II compte actuellement 13 barrages, pour une capacité maximale de retenue de 944 millions de m³. Le plus grand est le Barrage de l'Ataza d'une capacité de 425 millions de m³, ce qui représente 45 % du volume total. Les autres barrages les plus importants sont celui de San Juan (138 millions de m³), Valmayor (124 millions de m³) et Manzanares el Real avec 91 millions de m³.
Par ailleurs, l'entreprise dispose de 78 installations de captage d'eaux souterraines avec six zones d'extraction qui ajoutent les ressources extraites des aquifères aux grandes conduites et aux dépôts du système général d'approvisionnement.

## Traitement
L'eau qui approvisionne la région de Madrid est déjà, à l'origine, d'une excellente qualité. Le Canal dispose de quatorze stations de traitement d'eau potable pour améliorer la qualité de l'eau, ce qui garantit que l'eau est apte à la consommation humaine, par le respect des conditions requises par la législation en vigueur en matière de qualité de l'eau de consommation. La plus moderne de ces stations est celle de Pelayos de la Presa, entrée en service en octobre 2016.
Pour respecter ces normes, l'entreprise dispose d'un laboratoire central des eaux et de 40 stations de surveillance automatique qui réalisent l'échantillonnage et l'analyse en temps réel de l'eau dans tous les points névralgiques du réseau de ravitaillement.

## Distribution
Pour assurer l'approvisionnement en eau de la Communauté de Madrid, le Canal possède 33 grands dépôts et 288 de moindre taille, ainsi que 141 stations de pompage d'eau potable qui permettent le ravitaillement dans les zones les plus élevées de la Communauté. Actuellement, le réseau de distribution est formé de plus de 17 366 kilomètres de canalisations.